# Subiaco (Arkansas)
Subiaco es un pueblo ubicado en el condado de Logan en el estado estadounidense de Arkansas. En el Censo de 2010 tenía una población de 572 habitantes y una densidad poblacional de 119,19 personas por km².

## Geografía
Subiaco se encuentra ubicado en las coordenadas 35°17′51″N 93°38′22″O / 35.29750, -93.63944. Según la Oficina del Censo de los Estados Unidos, Subiaco tiene una superficie total de 4.8 km², de la cual 4.76 km² corresponden a tierra firme y (0.81%) 0.04 km² es agua.

## Demografía
Según el censo de 2010, había 572 personas residiendo en Subiaco. La densidad de población era de 119,19 hab./km². De los 572 habitantes, Subiaco estaba compuesto por el 86.71% blancos, el 3.5% eran afroamericanos, el 0.87% eran amerindios, el 7.87% eran asiáticos, el 0% eran isleños del Pacífico, el 0% eran de otras razas y el 1.05% pertenecían a dos o más razas. Del total de la población el 0.87% eran hispanos o latinos de cualquier raza.